# Ольгановка
Ольгановка (укр. Ольганівка) — село в Рожищенской городской общине Луцкого района Волынской области Украины.
До 2020 года входило в Рожищенский район.
Код КОАТУУ — 0724585903. Население по переписи 2001 года составляет 234 человека. Почтовый индекс — 45106. Телефонный код — 3368. Занимает площадь 1,3 км².